# Magda Portal
Magda Portal, pseudonimo di María Magdalena Julia del Portale Moreno (Barranco, 27 maggio 1900 – Lima, 11 luglio 1989), è stata una scrittrice e poetessa peruviana, attivista sociale e una dei fondatori dell'Alleanza Popolare Rivoluzionaria Americana (APRA).
Ha militato nel partito per vent'anni dal 1928-1948, partito che ha poi abbandonato, in disaccordo con il suo cambio di orientamento ideologico. José Carlo Mariátegui ha elogiato la sua opera poetica, chiamandola la «primera poetisa del Perú» (prima poetessa del Perù). È stata la prima poetessa della corrente di avanguardia, non solo del Perù, bensì di tutta l'America Latina. Si è inoltre rimarcata per il suo attivismo sociale, particolarmente a favore dei diritti civili delle donne. È stata la prima rappresentante del femminismo militante nel Perù.

## Biografia
Era la seconda figlia (di quattro: tre donne e un uomo)  del matrimonio di Pedro Pablo Portal Ortega e Rosa Amelia Moreno del Risco. È nata a Barranco, una località balneare di Lima. Aveva tre anni, quando la sua famiglia si trasferì a Callao, stabilendosi in una casa vicino a Bellavista, dove suo padre lavorava nel settore immobiliare. Aveva cinque anni, quando suo padre morì, vittima di un'improvvisa malattia polmonare, lasciando la famiglia in difficoltà. Sua madre dovette quindi guadagnarsi da vivere facendo lavori di cucito, finché un giorno, a causa di debiti non pagati, la casa fu sequestrata. Questo evento ha segnato la vita di Magda e, come racconta nella sua autobiografia, è stato il suo primo contatto con l'ingiustizia. Sua madre si risposò ed ebbe altri figli. La vita familiare passò da allora in poi in continui cambi di luoghi di residenza.
Magda frequentò la scuola e terminò le medie commerciali. Inizia a lavorare in vari mestieri: assistente di uno studio fotografico, di un'agenzia di commissioni, di un laboratorio di litografia. Aveva 17 anni quando iniziò a frequentare le aule dell'Universidad Mayor de San Marcos, senza nessuna registrazione. Lei stessa dice che sarebbe entrata in un'aula, si sarebbe seduta ad ascoltare le lezioni e nessuno glielo avrebbe impedito. Fece amicizia con diversi studenti universitari e giovani intellettuali, alcuni già miravano ad essere poeti e scrittori notevoli, come César Vallejo, Alcides Spelucin e Antenor Orrego.
Chi lo conosceva a quel tempo la descrive come bella e quasi angelica; aveva gli occhi azzurri e i capelli rossastri e ricci. La sua corporatura sottile e fine contrastava con il suo carattere intraprendente e impetuoso. I suoi amici, i giovani politici dell'epoca (come Haya de la Torre, Manuel Seoane Corrales,i fratelli Federico e Reynaldo Bolaños) la corteggiarono e la chiamarono "La muñeca".
Ebbe una relazione con Federico Bolaños, poeta e pubblicista huancaíno, unione di cui nacque una figlia, di nome Gloria (1923). Ma si separò da Federico e divenne socia di suo cognato, Reynaldo Bolaños, anch'egli poeta, meglio conosciuto con il suo pseudonimo Serafín Delmar. I tre pubblicarono la prima rivista letteraria d'avanguardia del Perù, Flechas (1924).

## Opere (selezione)
- Una Esperanza y El Mar (1927)
- Flora Tristan, Precursora (1944)
- Costa Sur (1945)
- Constancia del Ser (1955)
- La Trampa (1957)